# Cláudia Ohana

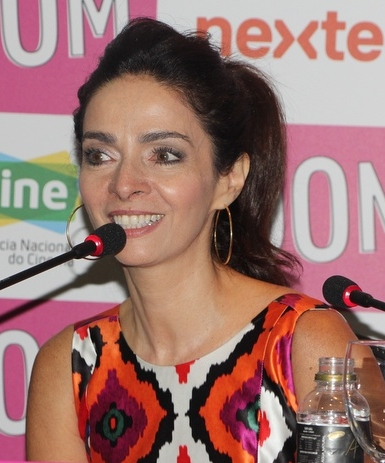
Cláudia Ohana (2016)

Cláudia Ohana (* 6. Februar 1963 als Maria Cláudia Carneiro Silva in Rio de Janeiro) ist eine brasilianische Schauspielerin, in jungen Jahren abonniert auf Rollen von Schönheiten und sinnlicher Verführerinnen.

## Leben
Cláudia Ohana erhielt über ihre gleichfalls künstlerisch aktiven Eltern – ihre Mutter arbeitete als Schriftstellerin, ihr Vater als Maler – frühzeitig Kontakt zum Film. Dort wurde sie von Anbeginn bevorzugt als leidenschaftliche, lolitahafte Schönheit von exotisch-erotischer Ausstrahlung eingesetzt. Diesem Rollentypus entsprach auch ihre Titelfigur in Die unglaubliche und traurige Geschichte von der unschuldigen Eréndira und ihrer herzlosen Großmutter, der eine Romanvorlage von Gabriel García Márquez zugrunde lag. Ohanas Eréndira ist eine herzensgute aber etwas dümmliche Unschuld, die, um ihr Leben und das ihrer sie schändlich missbrauchenden Großmutter aufzubessern, sich von dieser zur Prostitution zwingen lässt. Der Film, eine mexikanisch-deutsch-portugiesische Gemeinschaftsproduktion aus der Hand des brasilianischen Regisseurs Ruy Guerra, sollte Cláudia Ohana im Jahr der Uraufführung 1983 (bei den Filmfestspielen in Cannes) schlagartig bekannt machen.
Seitdem trat die attraktive Künstlerin auch in internationalen Filmproduktionen auf und scheute sich, wie schon in Erendira, auch nicht vor Nacktaufnahmen (z. B. in dem weitgehend auf zwei Personen reduzierten, kontemplativ-poetischen Melodram Die Schöne mit den Tauben). 1985 drehte sie mit dem französischen Kollegen Bernard Giraudeau in der wildzerklüfteten, malerischen Schluchtlandschaft Quebrada de Humahuaca (Nordargentinien) den in Bolivien spielenden Film Gefährliche Grenze, einer postkartenschön fotografierten Mischung aus Abenteuer- und Actionstreifen, Polit- und Militärthriller. Mit keinem dieser nur zum Teil auch außerhalb Brasiliens gezeigten Kinofilme konnte die Carioca jedoch an ihren Erfolg von Erendira anschließen.
Seit Beginn der 90er Jahre konzentrierte sich Cláudia Ohana nahezu vollständig auf die Arbeit im Fernsehen, wo sie bereits 1981 (in einer Folge der Serie Obrigado, Doutor) ihren Einstand gegeben hatte. Dort sah man sie in einer Reihe von Einzelproduktionen und einer großen Anzahl von in Brasilien populären Telenovelas.
Cláudia Ohana hat trotz ihrer intensiven Leinwand- und Fernsehpräsenz auch Zeit für die Arbeit am Theater gefunden. Seit ihrem Einstand in The Rocky Horror Show unternahm sie beispielsweise Tourneen mit der Oper Malandro, die 1985 mit ihr auch verfilmt wurde. Für die Rolle der Carmen in der gleichnamigen Bizet-Vorlage war sie die Idealbesetzung.
Die 1,60 Meter messende Schauspielerin hat sich zweimal (1985 und 2008) für den Playboy ausgezogen. Von 1981 bis 1984 war sie mit Guerra verheiratet, mit dem sie die 1983 in Rio geborene, ebenfalls schauspielernde Tochter Dandara Guerra hat. Seit Mai 2005 ist Cláudia Ohana Großmutter.

## Filmografie
| - 1979: Amor e traiçao / A pele do bicho - 1980: Aventura de um paraibo - 1982: Beijo na boca - 1982: Die unglaubliche und traurige Geschichte von der unschuldigen Eréndira und ihrer herzlosen Großmutter (Erêndira) - 1984: Amor com Amor se Paga (Telenovela) - 1985: Opera do Malandro - 1985: Gefährliche Grenze (Expreso en embuscada / Les longs manteaux) - 1987: Liebestraum (Priceless Beauty) - 1987: Die Schöne mit den Tauben (Fabula de la bella Palomera) - 1987: Luzia homen - 1988: Die Dämonen des Dschungels (Kuarup) - 1989: Tieta (Telenovela) - 1990: Rainha da Sucata (Telenovela) - 1991: Vamp (Telenovela) - 1993: Fera Ferida (Telenovela) - 1993: Let’s Talk About Sex - 1995: A Próxima Vítima (Telenovela) | - 1996: Você Decide (Serie) - 1997: Zazá (Telenovela) - 2000: A Muralha (TV-Mehrteiler) - 2000: Você Decide (Serie) - 2001: Estrela-Guia (Telenovela) - 2001: As Filhas da Mãe (Telenovela) - 2003: Canavial de Paixões (Telenovela) - 2004: Da Cor do Pecado (Telenovela) - 2005: Dolores (Kurzfilm) - 2006: Malhação (Telenovela) - 2008: A Favorita (Telenovela) - 2011: Desenrola - 2011: Morde & Assopra (Telenovela) - 2011: Cordel Encantado (Telenovela) - 2011: A Novela das 8 - 2012: Malhação (Telenovela) - 2012: Guerra dos Sexos (Telenovela) - 2013: Joia Rara (Telenovela) |